# Liste der Biografien/Hely
Liste der Biografien |
Portal Biografien |
Personensuche
# |
A |
B |
C |
D |
E |
F |
G |
H |
I |
J |
K |
L |
M |
N |
O |
P |
Q |
R |
S |
T |
U |
V |
W |
X |
Y |
Z |
?
 
Ha |
Hd |
He |
Hi |
Hj |
Hk |
Hl |
Hm |
Hn |
Ho |
Hr |
Hs |
Ht |
Hu |
Hv |
Hw |
Hy
 
Hea |
Heb |
Hec |
Hed |
Hee |
Hef |
Heg |
Heh |
Hei |
Hej |
Hek |
Hel |
Hem |
Hen |
Heo |
Hep |
Heq |
Her |
Hes |
Het |
Heu |
Hev |
Hew |
Hex |
Hey |
Hez
 
Hela |
Helb |
Helc |
Held |
Hele |
Helf |
Helg |
Heli |
Helj |
Helk |
Hell |
Helm |
Heln |
Helo |
Help |
Helr |
Hels |
Helt |
Helu |
Helv |
Helw |
Hely |
Helz
Die Liste der Biografien führt alle Personen auf, die in der deutschsprachigen Wikipedia einen Artikel haben. Dieses ist eine Teilliste mit 10 Einträgen von Personen, deren Namen mit den Buchstaben „Hely“ beginnt.

## Hely
- Hély d’Oissel, Alexis (1859–1937), französischer General
- Hely, Cuthbert, englischer Lautenist und Komponist
- Hely, Hovenden (1823–1872), irischer Entdeckungsreisender, Großgrundbesitzer und Schriftsteller in Australien
- Hely, Peter (1944–2005), australischer Bundesrichter
- Hely-Hutchinson, John, 2. Earl of Donoughmore (1757–1832), britischer General
- Hely-Hutchinson, John, 5. Earl of Donoughmore (1848–1900), britischer Peer und Politiker
- Hely-Hutchinson, Richard, 4. Earl of Donoughmore (1823–1866), britischer Peer und Politiker der Conservative Party
- Hely-Hutchinson, Richard, 6. Earl of Donoughmore (1875–1948), britischer Offizier und Peer

### Helye
- Helye, Helias (1400–1475), Schöpfer des ersten datierten Buches, das in der Schweiz gedruckt wurde

### Helyo
- Hélyot, Hippolyte (1660–1716), französischer Franziskaner